# Luigi Rossi Bernardi
Luigi Rossi Bernardi (Piacenza, 27 aprile 1932 – Lesmo, 16 dicembre 2019) è stato un biochimico e politico italiano.

## Biografia
Laureatosi in Medicina e Chirurgia nel 1958 presso l'Università degli Studi di Milano, dal 1961 al 1965 svolse ricerche per la NATO e per l'Aeronautica militare statunitense. Nel 1964 conseguì un dottorato di ricerca a Cambridge. Fu ricercatore anche nei Paesi Bassi e negli Stati Uniti.
Docente ordinario di Chimica biologica presso la Facoltà di Medicina dell'Università di Milano dal 1965, si occupò in particolare di fisiologia dell'apparato respiratorio, conducendo una serie di lavori che hanno permesso la comprensione dei meccanismi di combinazione e di trasporto dell'anidride carbonica attraverso il sangue. Ha collaborato a studi multicentrici italiani e internazionali sulle proprietà chimico-fisiche dell'emoglobina.
Dal 1974 al 1984 Rossi Bernardi assunse la direzione scientifica dell'ospedale San Raffaele di Milano e dal 1982 fece parte della Commissione per la ricerca biomedica della regione Lombardia. Fu insignito dell'Ordine della Minerva dall'Università degli Studi "Gabriele d'Annunzio".
Dal 1984 al 1993 fu presidente del Consiglio Nazionale delle Ricerche, e come tale, ricoprì la carica di presidente della sua Giunta Amministrativa.
Nel corso degli anni ricoprì i ruoli di assessore alla ricerca, innovazione e capitale umano presso il comune di Milano e quello di direttore scientifico del Gruppo MultiMedica, con sede a Sesto San Giovanni.
È morto il 16 dicembre 2019.